# Viacom (1952–2006)
Viacom (originalmente uma sigla para Video & Audio Communications) foi um conglomerado de mídia estadunidense. A empresa foi fundada como CBS Television Film Sales, uma divisão de redifusão da rede de televisão CBS em 1952; foi renomeada CBS Films em 1958, e renomeada CBS Enterprises em 1968. Em 1971, a divisão foi renomeada para Viacom e desmembrada da CBS, tornando-se uma empresa independente.
Em 1999, a Viacom adquiriu a então controladora da CBS, a antiga Westinghouse Electric Corporation, que havia sido rebatizada como CBS Corporation em 1997.
Em 2006, dividiu-se em CBS Corporation e Viacom, encerrando suas operações. A cisão foi estruturada para que a CBS Corporation fosse a sucessora legal da primeira Viacom, sendo a segunda Viacom uma empresa totalmente separada. As empresas se fundiram novamente em 2019 para formar a ViacomCBS, renomeada Paramount Global em 2022.

## História

### Origens
A origem da Viacom está traçada em 16 de março de 1952, quando a CBS fundou sua divisão de distribuição televisiva, a CBS Television Film Sales. Foi renomeada como CBS Films em outubro de 1958. Em 1º de dezembro de 1967, novamente renomeada como CBS Enterprises Inc.. Em 6 de julho de 1970, foi anunciado que a CBS Enterprises seria desmembrada de sua empresa-mãe e, no mesmo mês, a divisão foi rebatizada como Viacom e desmembrada em 1º de janeiro de 1971, em meio a novas regras da Comissão Federal de Comunicações dos EUA proibindo as redes de televisão de possuir empresas de distribuição, posteriormente revogadas.
Além dos direitos de distribuição de produções da CBS, a Viacom também detinha sistemas de TV à cabo com 90.000 assinantes, na época o maior dos EUA. Em 1976, a Viacom iniciou o Showtime, um canal por assinatura de filmes, em parceria com a Warner-Amex. A empresa começou a produção de programas próprios a partir do final dos anos 1970, obtendo resultados medianos.

### Aquisições
A primeira aquisição ocorreu em 1978 quando a Viacom comprou a WHNB, em New Britain, Connecticut, mudando sua sigla WVIT. Dois anos mais tarde, a empresa comprou a Sonderling Broadcasting, dando-lhe estações de rádio em Nova Iorque, Washington, Houston e San Francisco, e uma estação de televisão, WAST (agora WNYT), em Albany. 
Em 1983, a Viacom comprou a KSLA em Shreveport, Louisiana, e a WHEC-TV em Rochester, Nova York, em transações separadas. Em 1986, adquiriu a KMOX-TV, emissora própria da CBS em St. Louis; com a compra, a sigla da emissora foi alteradas para KMOV. 
Também em 1983, a Viacom readquiriu seu canal premium Showtime, e mais tarde o fundiu com o The Movie Channel da Warner-Amex formando o Showtime/The Movie Channel, Inc.
Entre o final dos anos 1980 e o início dos anos 1990, a Viacom distribuiu vários programas produzidos pela Carsey-Werner Productions, como The Cosby Show, A Different World e Roseanne.
Em 1985, a Viacom adquiriu a Showtime/The Movie Channel, Inc. da Warner-Amex, encerrando a joint-venture. Na mesma época, a Viacom comprou a MTV Networks, que possuía MTV, VH-1 e Nickelodeon. Isso levou a Viacom a se tornar uma empresa de mídia de massa em vez de simplesmente uma empresa de distribuição de conteúdo.
Em 1986, o controle acionário da Viacom foi adquirido pela National Amusements, chefiada por Sumner Redstone. Redstone manteve o nome Viacom e fez uma série de grandes aquisições no início de 1990, anunciando planos de fusão com a Paramount Communications (anteriormente Gulf+Western), controladora da Paramount Pictures, em 1993, e comprando a Blockbuster em 1994. A aquisição da Paramount Communications em julho de 1994 fez da Viacom uma das maiores empresas de entretenimento do mundo. 
As aquisições da Paramount e da Blockbuster deram à Viacom acesso a grandes empreendimentos televisivos: um acervo de programação controlado pela empresa de Aaron Spelling que incluía, junto com suas próprias produções, o acervo pré-1973 da ABC e da NBC sob controle da Worldvision Enterprises e Republic Pictures; e a expansão dos negócios de radiodifusão, fundindo as cinco emissoras de TV que já estavam sob propriedade da Viacom com as sete emissoras do Paramount Stations Group. A Viacom utilizou algumas dessas emissoras para lançar a rede de TV United Paramount Network (UPN), que iniciou suas operações em janeiro de 1995 através de uma associação com Chris-Craft Industries.
Em 1999, a Viacom fez sua maior aquisição até então ao anunciar planos de fusão com sua antiga controladora, a CBS. A fusão foi concluída em abril de 2000, incorporando a TNN (agora Paramount Network) e a Country Music Television (CMT), até então integrantes da CBS Cable, à MTV Networks e unidades de produção e distribuição de TV da CBS, como a Eyemark Entertainment (anteriormente Group W Productions) e a King World.
Em 2001, a Viacom concluiu a compra da BET Holdings, proprietária do canal Black Entertainment Television (BET). Assim como a CBS Cable, ela foi imediatamente integrada à MTV Networks, causando alguns protestos entre os trabalhadores da BET em Washington, D.C, até então sede do canal. Como resultado, a BET foi separada da MTV Networks, em uma unidade conhecida como BET Networks. 
Em 2002, a MTV Networks International comprou o canal de videoclipes holandês TMF, que tinha cobertura na Bélgica e na Holanda. Em junho de 2004, a MTVNI comprou a VIVA Media AG, concorrente alemã da MTV, por US$ 360 milhões. No mesmo mês, foram anunciados planos para desfazer a participação da Viacom na Blockbuster no final daquele ano por meio de uma oferta de troca de ações; a separação da Blockbuster foi concluída em outubro.
Também em 2002, a Viacom adquiriu as ações restantes da cadeia de rádio Infinity Broadcasting, o que resultou no retorno da Viacom às operações de rádio após ter se retirado do ramo em 1997. Em abril de 2003, a Viacom adquiriu as ações restantes do Comedy Central que pertenciam à AOL Time Warner, integrando o Comedy Central à MTV Networks.

### Divisão em 2005 e reunião entre CBS e Viacom
Em março de 2005, a empresa anunciou planos de se dividir em duas empresas de capital aberto sob a propriedade contínua da National Amusements por causa da estagnação do preço das ações. A rivalidade interna entre Les Moonves e Tom Freston, chefes de longa data da CBS e da MTV Networks, respectivamente, e a controvérsia do show do intervalo do Super Bowl XXXVIII, que resultou na proibição da MTV de produzir outros shows do intervalo do Super Bowl, também foram vistos como fatores decisivos. Após a saída de Mel Karmazin em 2004, Redstone, que atuou como presidente e diretor executivo, decidiu dividir os cargos de presidente e diretor de operações entre Moonves e Freston. Redstone estava definido para se aposentar em um futuro próximo, e uma separação seria uma solução criativa para a questão de substituí-lo.
A cisão foi aprovada pelo conselho da Viacom em 14 de junho de 2005 e entrou em vigor em 3 de janeiro de 2006, e efetivamente reverteu a fusão Viacom-CBS de 1999. A Viacom existente foi renomeada como CBS Corporation (restaurando assim seu nome pré-fusão) e foi chefiada por Moonves. Pretendia-se incluir os negócios de crescimento mais lento da Viacom, ou seja, CBS, UPN, Infinity Broadcasting, Simon & Schuster, CBS Outdoor (anteriormente Viacom Outdoor), Showtime Networks, CBS Paramount Television, CBS Paramount Domestic Television e CBS Studios International.
Além disso, a CBS Corporation recebeu a Paramount Parks, que mais tarde vendeu para a operadora de parques de diversões Cedar Fair em 30 de junho de 2006, e a CBS College Sports Network, agora conhecida como CBS Sports Network.
Além disso, foi criada uma empresa derivada que assumiu o nome Viacom, liderada por Freston. Compreendia as operações da MTV Networks, BET Networks, a Paramount Pictures e suas operações de Home Video. Esses negócios foram categorizados como os negócios de alto crescimento. A National Amusements continuou como acionista controladora das duas empresas formadas após a cisão. Em setembro de 2006, Redstone demitiu Freston e nomeou Philippe Dauman como chefe da Viacom.
Em 13 de agosto de 2019, a CBS Corporation e a Viacom anunciaram oficialmente seu acordo de reunião; a empresa combinada seria chamada ViacomCBS, com Bob Bakish como presidente e CEO e Shari Redstone como presidente da nova empresa. Em 4 de dezembro de 2019, o negócio foi concluído.

Em 16 de fevereiro de 2022, a ViacomCBS anunciou que seu nome legal seria alterado para Paramount Global e conhecida simplesmente como Paramount.